# Peugeot 206

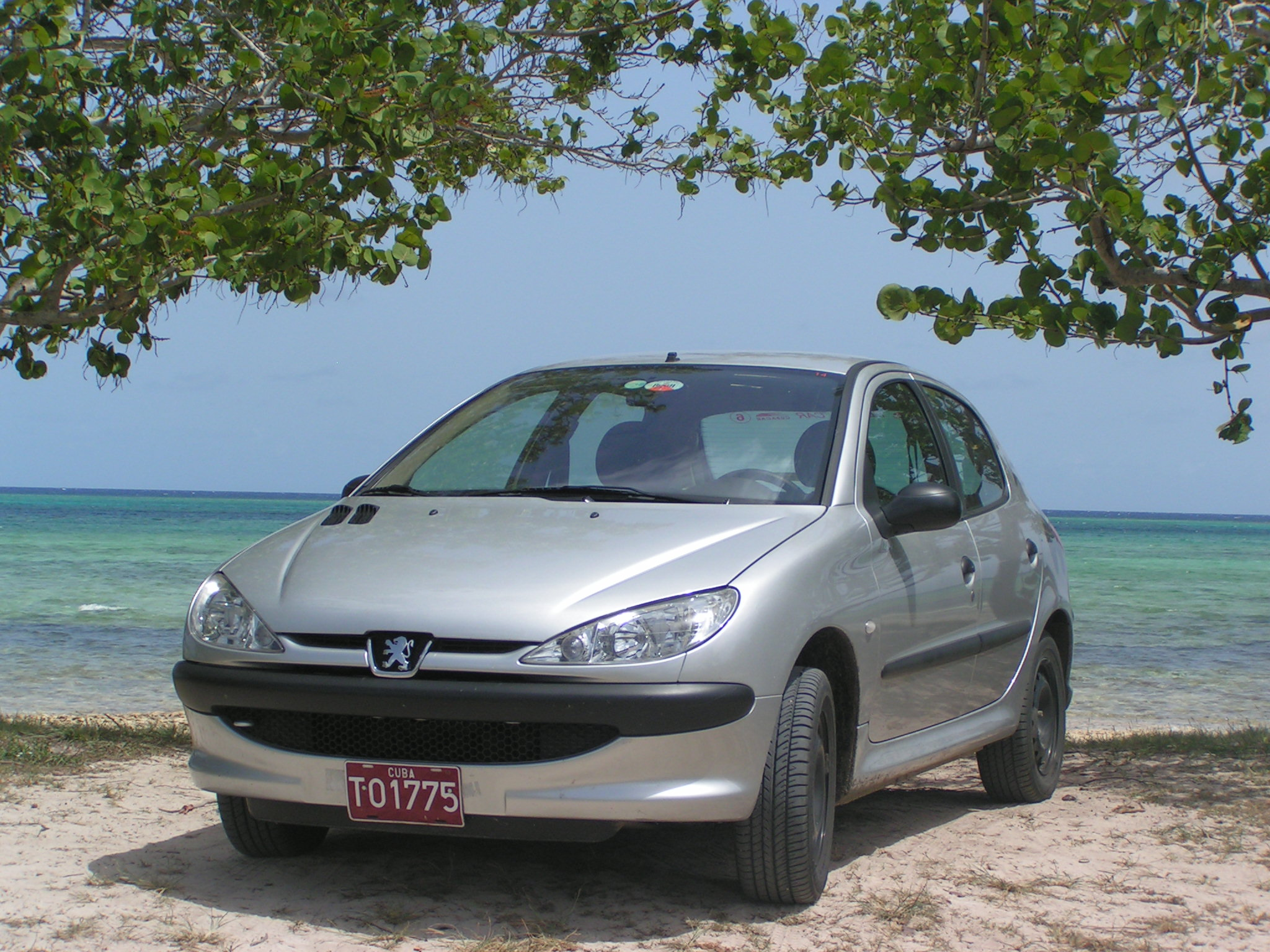
Peugeot 206

El Peugeot 206 és un automòbil del segment B produït pel fabricant francès Peugeot des de l'any 1999. El 206 va ser pensat com el successor del Peugeot 205; tot i que aquest es va continuar produint després de la introducció del 206. Peugeot va decidir mantenir el 206 a Europa Occidental en paral·lel amb el 207 les seves versions més accessibles. En altres mercats en 207 no està a la venda, per la qual cosa el 206 seguirà produint-se per diversos anys.
A Europa està tenint molt bona acceptació i s'està venent molt bé. Fins a l'any 2006 es van vendre 5 milions d'unitats. Cap altre model de Peugeot s'ha venut tant en tan curt espai de temps.

## Versions
El 206 es va llançar al mercat inicialment amb carrosseries hatchback de tres i cinc portes. En 2001 es va estrenar el 206 CC, un descapotable amb sostre plegable metàl·lic. Més tard s'hi van afegir les carrosseries familiar de cinc portes, denominada comercialment 206 SW, i sedan de quatre portes.
Les seves motorizacions són totes de quatre cilindres. Els gasolina són un 1.0 litres de setze vàlvules i 70 CV de potència màxima, un 1.1 litres de vuit vàlvules i 60 CV, un 1.4 litres en versions de vuit vàlvules i 75 CV o setze vàlvules i 88 CV, un 1.6 litres de vuit vàlvules i 90 CV o setze vàlvules i 109 CV, i un 2.0 litres i 136 o 180 CV. Aquest últim motor li permet aconseguir una velocitat màxima de 220 km/h i està associat al nivell d'equipament RC.
Els dièsel són un 1.9 litres atmosfèric amb una potència màxima de 71 CV i tres motors amb turbocompressor i tecnologia common-rail, un 1.4 litres de 68 CV, un 2.0 litres de 90 CV i un 1.6 litres de 109 CV.

## Versió de competició

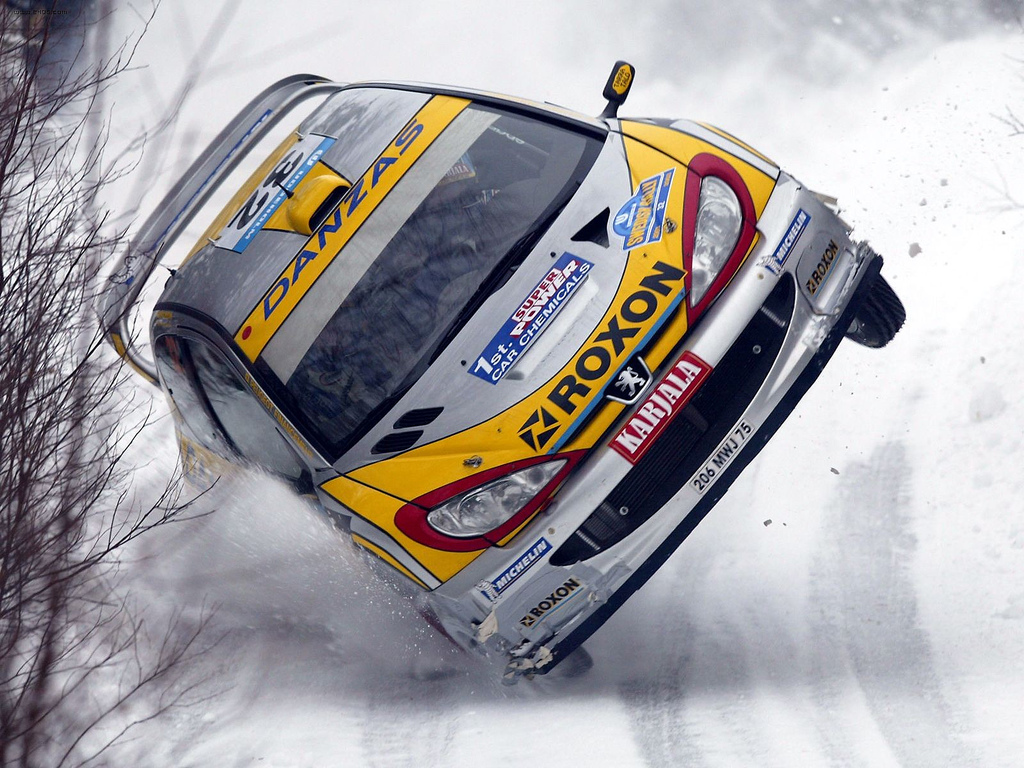
Peugeot 206 en competició

La versió que va participar en el Campionat Mundial de Ral·lis (anomenada 206 WRC) va ser estrenada l'any 1999. Marcus Grönholm va ser campió de pilots amb aquest automòbil els anys 2000 i 2002, i Peugeot va ser campiona de marques els anys 2000, 2001 y 2002. Des del 2005, el seu substitut en aquesta competició és el Peugeot 307 WRC.